# Samuel Ersson
Samuel Ersson (né le 20 octobre 1999 à Falun en Suède) est un joueur professionnel suédois de hockey sur glace. Il évolue au poste de gardien de but.

## Biographie

### Carrière en club
Formé au Falu IF, il rejoint les équipes jeunes du Brynäs IF en 2015. En 2018, il joue son premier match dans la SHL avec Brynäs IF. Lors du repêchage d'entrée dans la LNH 2018, il est choisi au 5e tour, à la 143e position au total par les Flyers de Philadelphie. En 2021, il part en Amérique du Nord et est affecté aux Phantoms de Lehigh Valley, club-école des Flyers dans la Ligue américaine de hockey. Le 23 janvier 2022, il joue son premier match dans la Ligue nationale de hockey avec les Flyers chez les Hurricanes de la Caroline.

### Carrière internationale
Il représente la Suède au niveau international. Il prend part aux sélections jeunes.